# 北クリミア運河
北クリミア運河（ロシア語: Северо-Крымский канал  、ウクライナ語: Північно-Кримський канал  ;ソビエト連邦：レーニンのウクライナのコムソモルの北クリミア運河）は、ウクライナ南部のヘルソン州とクリミア半島の灌漑と水やりのための土地改良運河である。運河には、ヘルソン州とクリミア半島全体に複数の支線がある。
建設準備は1954年のクリミア移管直後の1957年に開始された。主なプロジェクト作業は1961年から1971年の間に行われ、3つの段階に分けられた。建設は、コムソモール突撃建設工事の一環としてコムソモール旅行券（コムソモールスカヤプチョフカ）から送られたコムソモールのメンバーによって行われ、約10,000人のボランティア労働者が占めた。

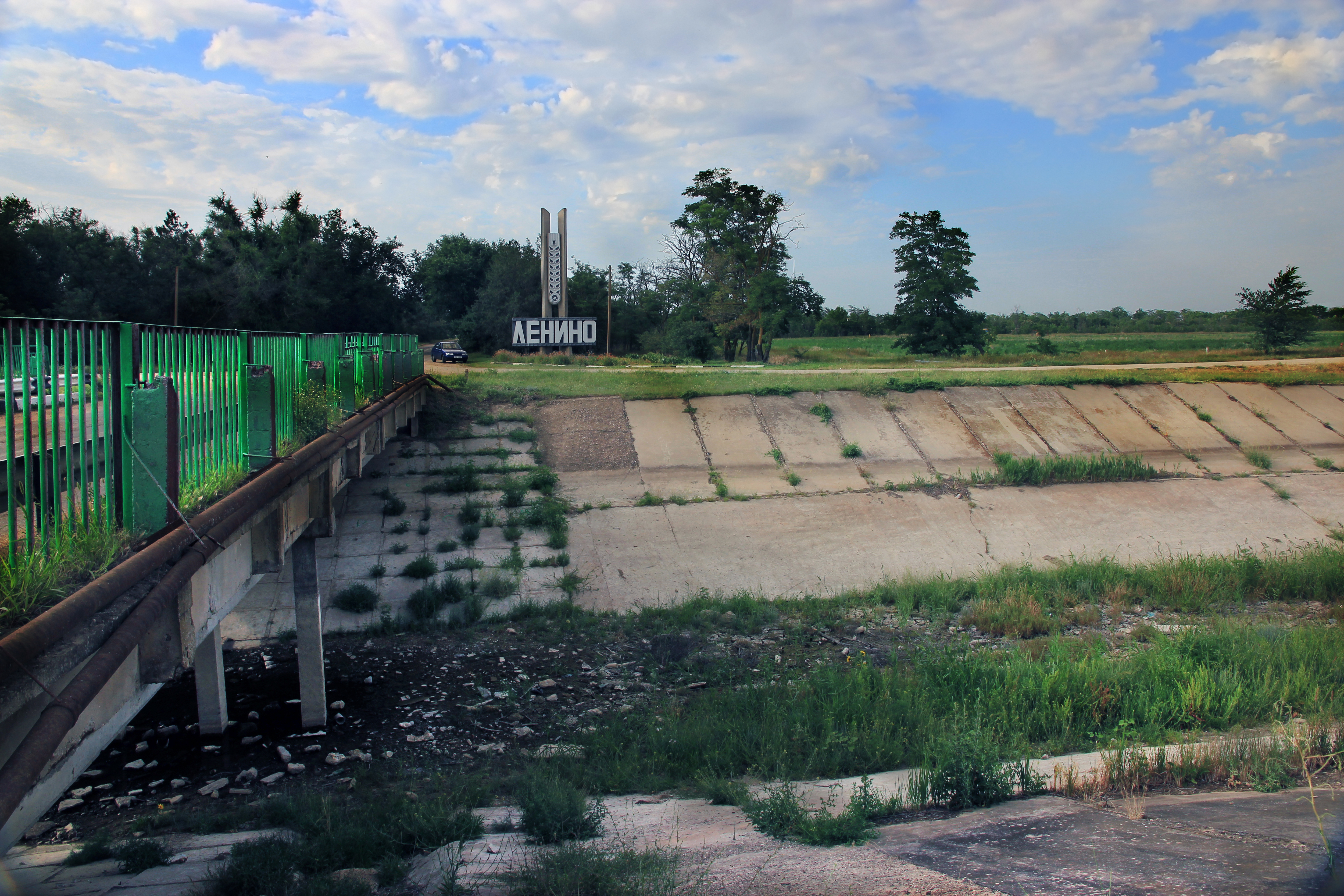
2014年にケルチ半島のレニン近くのクリミア運河の一部

## 概要
運河はドニエプル川によって供給されるカホフカ貯水池から引き出されたタヴリスク市から始まり、ほぼ南東方向に伸び、ゼルニーヤール（レニンレイオン）の小さな村で終わる。そこから、パイプラインが水を運び、クリミア半島の東端にあるケルチ市に水を供給する。402.6 km (250.2 mi)の主運河に沿って7つの貯水池がある。水は重力によってTavriyskからDzhankoyに流れ、そこから4つのポンプ場によって100 m (330 ft)を超える高さまで汲み上げられる、それから下流に流れていく。クリミア半島では、ラズドリノエ水路、アゾフ水路、クラスノグヴァルデイスコ配水路、合流水路、サキ水路など、多数の小さな水路が主水路から分岐しており、これらを通じて、シンフェロポリ市にも水が供給される。
運河建設の発案は、特にロシア系フィンランド人の植物学者クリスティアン・フォン・ステーヴェンによって19世紀に提起された。しかし、最終的な決定は第二次世界大戦後の1950年9月21日ソビエト連邦共産党中央委員会とソビエト連邦政府が行うまでなされなかった。決定は、カホフカ水力発電所、南ウクライナおよび北クリミア運河を建設することだった。1951年、ソビエトの郵便局は、北クリミア運河が共産主義大建設計画の1つとして分類された記念切手を発行した。

## 2014〜2022年
ロシアによるクリミアの併合後、ウクライナ当局は、水供給に対する巨額の未払い債務を理由に、運河を経由してクリミアに流入する水の量を大幅に削減した。これには、大統領補佐官のAndriy Senchenkotoが組織した、約10マイル (16 km)クリミア国境から北にある、カランチャクの南の運河全体に土嚢ダムを建設する半秘密プロジェクトが含まれていた。この減少により、灌漑に大きく依存している半島の農業収穫は2014年に失敗した 。
クリミアの水源は、以前のウクライナの水源に取って代わるために北クリミア運河に接続されている。目的は、クリミア半島のケルチ半島とクリミア半島の東海岸の小さなコミュニティへの灌漑と都市の供給を回復することである。2014年に、クリミア半島東部の川の水を貯めるための貯水池がニシュネゴルスキー・ライオンのノボイバノフカ村の近くに建設された。北クリミア運河はノボイバノーフカ貯水池とつながっている。
ロシアの公式統計によると、クリミアの農業産業は北クリミア運河を封鎖した結果を完全に克服し、作物の収穫量は2013年から2016年までに1.5倍に増加した。しかし、クリミアで報告されている農業生産の急速な成長は、ロシア連邦の予算から年間20〜30億ルーブルの補助金の助けを借りて、クリミアの農業生産者が農業機械を増加させた事実によるものである  。
これらの公式統計は、クリミア半島で耕作中の地域が2013年の13万ヘクタールから2017年にはわずか14,000ヘクタールに大幅に縮小したという報告 、空の運河とほぼ乾燥した貯水池が広範囲にわたる水不足とは矛盾  しており、水は2021年に1日3〜5時間しか利用できないという。同年、ニューヨーク・タイムズは、米国の高官の言として、クリミアの水供給を確保することは、ロシアによるウクライナへの侵入の可能性の目的である可能性があると報道した 。

## 2022年2月以降
2022年2月24日、ロシアによるウクライナ侵攻の初日、クリミアから前進したロシア軍が北クリミア運河の支配権を確立した。クリミア共和国の首長であるセルゲイ・アクショーノフは、ドニエプル川から水を受けるための運河を準備し、翌日予定されていた水の供給を再開するよう地方自治体に指示した 。
2022年2月26日、ロシア軍がコンクリートダムを爆破破壊し、給水が再開された。
2022年後半、ウクライナが反転攻勢に乗り出すと運河の取水源となっているカホフカ貯水池、および貯水池を支えるカホフカ水力発電所（ダム）の存在は戦略的な重要度が増した。ロシアとウクライナ双方が、相手方がダムを破壊する可能性を指摘し始めた。
2023年6月6日、カホフカダムの決壊が現実的なものとなった。カホフカ貯水池の水位のコントロールができなくなり、運河の取水にも大きな影響が生じる可能性が出た。

## ギャラリー

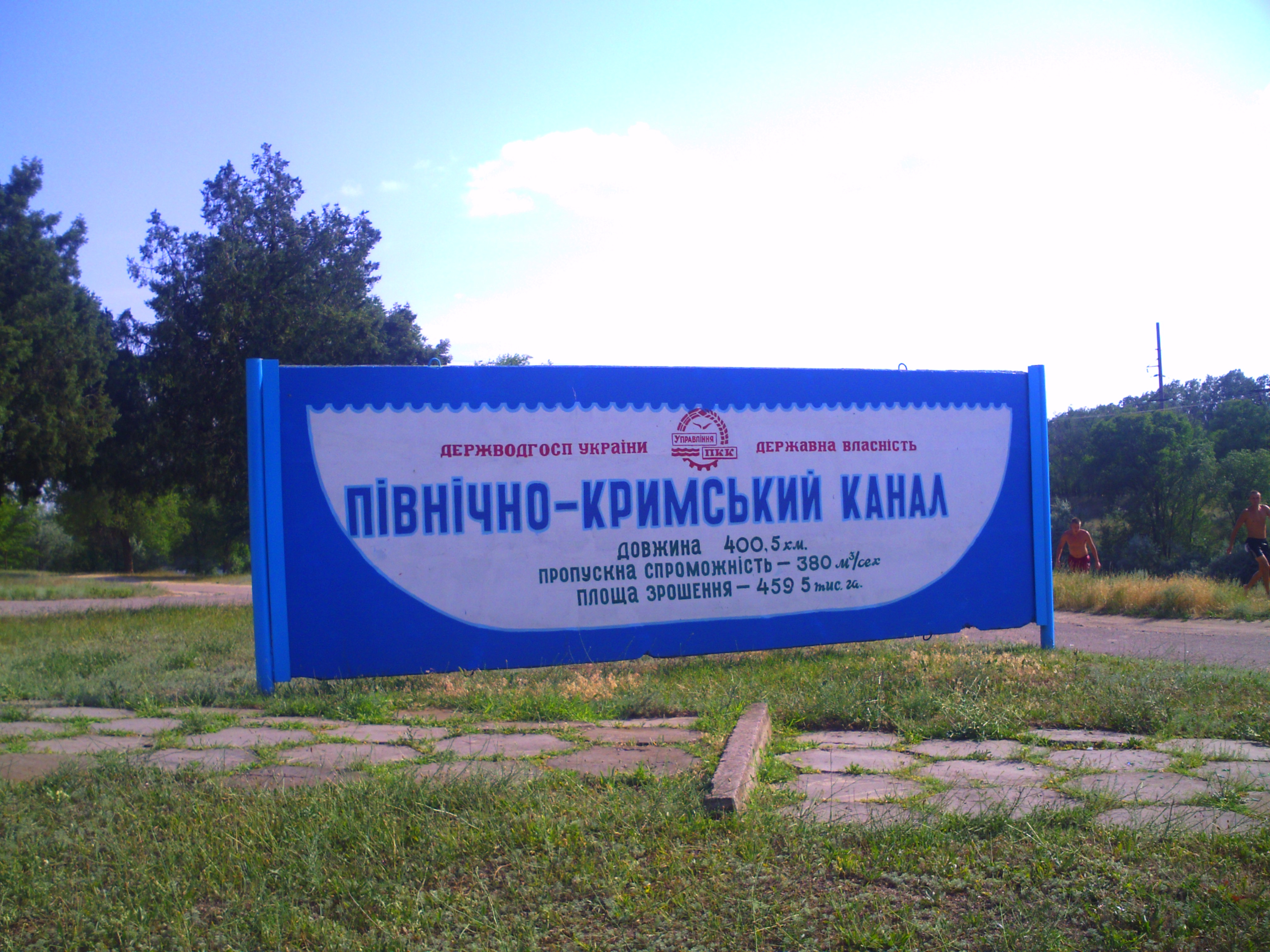
運河に関する情報の標識
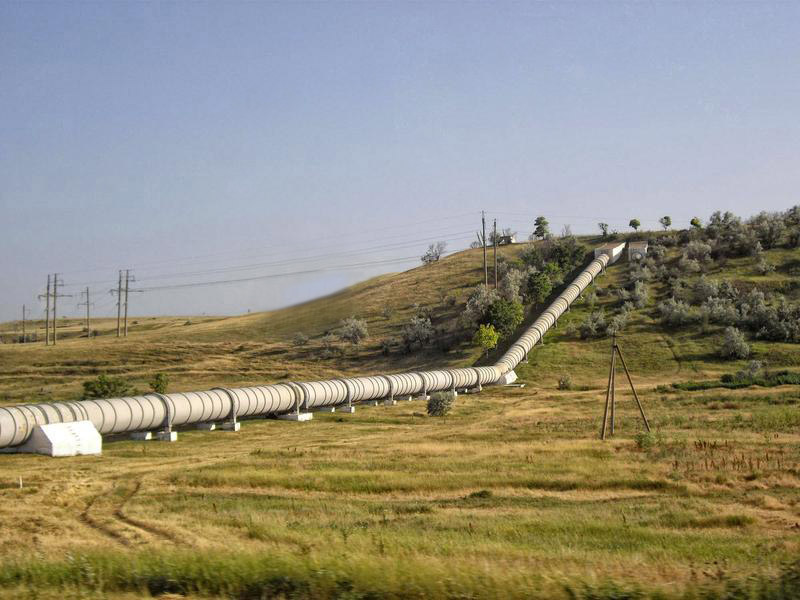
パイプライン-シンフェロポリ近くの北クリミア運河の支線

## 支線

### ヘルソン州
- カホフカ運河
- Krasnoznamensky運河

### クリミア
- ラズドリノエ運河
- Azov Rice Canal
- Uniting Canal
- Saky Canal
- Krasnohvardiyskeディストリビューションブランチ

## 貯水池
- Mizhhirne
- Feodosiyske
- Frontove
- Leninske
- Samarlynske
- Starokrymske
- Stantsiyne（Kerchenske）